# IC 1978
IC 1978 ist eine Spiralgalaxie vom Hubble-Typ Sab? im Sternbild Pendeluhr am Südsternhimmel. Sie ist schätzungsweise 315 Millionen Lichtjahre von der Milchstraße entfernt und hat einen Durchmesser von etwa 100.000 Lj.
Im selben Himmelsareal befinden sich u. a. die Galaxien IC 1968 und IC 1974.
Entdeckt wurde das Objekt am 14. Oktober 1898 von DeLisle Stewart.